# Gyújtópont

Az F pont a vörös ellipszis, a zöld parabola és a zöld hiperbola közös fókuszpontja.

A geometriában a gyújtópont vagy fókuszpont olyan pontok, amik bizonyos görbék definíciójában szerepelnek. Legismertebb példái a kúpszeletek, azaz a kör, az ellipszis, a hiperbola és a parabola definíciójában szereplő egy vagy két pont. Két fókuszponttal továbbá meg lehet alkotni a Cassini-görbét és a Descartes-görbét is. Kettőnél több fókuszpontot használva definiálhatók az n-ellipszisek.

## Kúpszeletek

### Kúp meghatározása két gyújtóponttal

Egy ellipszis lila keresztekkel jelölt gyújtópontjai a vörös nagytengely és a cián színű kör metszéspontjai, melynek sugara egyenlő a nagytengely felével (kék), s melynek középpontja az egyik kistengely végpontjában van.

Az ellipszis azon mértani pontok halmaza a síkon, melynek két gyújtóponttól mért távolságának összege egy adott állandó.
A kör az ellipszis egy speciális esete, mikor a két fókuszpont egybeesik: a kör azon pontok halmaza a síkon, melynek minden pontja egy előre meghatározott, fix távolságra van a fókuszponttól; utóbbit ebben az esetben a kör középpontjának vagy centrumának nevezzük. Apollóniusz körei úgy is meghatározhatók, mint olyan pontok halmaza, melyeknek két gyújtóponttól mért távolságának az aránya állandó.
A parabola az ellipszis olyan speciális esete, mikor az egyik gyújtópont a végtelenben van.
A hiperbolát úgy lehet definiálni, mint azon pontok halmaza, melyeknél a két fókuszponttól mért távolságának különbségének abszolút értéke állandó.

### Kúpszelet meghatározása gyújtóponttal és vezéregyenessel
Arra is lehetőség van, hogy a fent tárgyalt kúpszeleteket egy fókuszponttal és egy vezéregyenessel határozzunk meg. A vezéregyenes olyan egyenes, mely nem tartalmazza a gyújtópontot. A kúpszelet úgy is meghatározható, mint azon pontok halmaza a síkon, melynél a fókusztól vett távolságot a vezéregyenestől mért távolsággal osztva mindig fix pozitív számot kapunk, melyet excentricitásnak nevezünk és e-vel jelölünk. Ha e értéke nulla és egy között van, akkor a kúpszelet ellipszis, ha pontosan egy, akkor a kúpszelet parabola, ha pedig nagyobb mint 1, akkor hiperbola. Ha a fókuszponttól mért távolság fix, a vezéregyenes pedig a végtelenbe tartó egyenes, akkor az excentricitás nulla, a kúpszelet pedig kör.

### Kúpszeletek meghatározása vezérkörrel és fókuszponttal
Minden kúpszelet leírható olyan alakzatként, melyben minden pont egyenlő távolságra van egy gyújtóponttól és egy vezérkörtől. Az ellipszisnél a fókuszpontoknak és a vezérkör középpontjának is meghatározott koordinátái vannak, a vezérkör sugara pedig nagyobb, mint a kör középpontja és a fókuszpont közötti távolság, így a fókusz a vezérkörön belül helyezkedik el. Az így létrehozott ellipszis második gyújtópontja a vezérkör fókuszpontja, az ellipszis pedig teljes egészében a kör belsejében helyezkedik el.

## Fordítás
Ez a szócikk részben vagy egészben  a   Focus (geometry) című angol Wikipédia-szócikk ezen változatának fordításán alapul.  Az eredeti cikk szerkesztőit annak laptörténete sorolja fel. Ez a jelzés csupán a megfogalmazás eredetét és a szerzői jogokat jelzi, nem szolgál a cikkben szereplő információk forrásmegjelöléseként.